# Governança de fonte aberta
Governança de fonte aberta (também conhecida como política aberta) é uma filosofia política que defende a aplicação da filosofia do código aberto e do conteúdo aberto de movimentos de princípios democráticos, a fim de permitir que qualquer cidadão interessado possa contribuir com a criação da política, assim como um documento da wiki. A legislação é aberta democraticamente para os cidadãos de maneira geral, empregando seus conhecimentos coletivos para beneficiar o processo de tomada de decisão e melhorar a democracia.
Teorias sobre como restringir, limitar ou ativar esta participação variam. Desta forma, não há uma teoria dominante sobre como agir em relação à criação da legislação de autoridade com esta abordagem. Há uma gama de projetos e movimentos que estão trabalhando na construção de sistemas de governança de fonte aberta.
Muitas organizações libertárias de esquerda radical de centro ao redor do mundo começaram a defender a governança de fonte aberta e suas ideias políticas como uma alternativa reformista aos atuais sistemas de governo. Muitas vezes, estes grupos têm suas origens em estruturas descentralizadas, tais como a Internet e lugares de importância particular com a necessidade do anonimato para proteger o direito individual de liberdade de expressão em sistemas democráticos. Porém, as opiniões variam, uma vez que os princípios por trás do governo de código-fonte aberto ainda são pouco definidas.

## Aplicações dos princípios
Na prática, diversas aplicações evoluíram e têm sido usadas por instituições democráticas no mundo desenvolvido:
- Mecanismos de governo aberto, incluindo aqueles para o envolvimento e participação pública, tais como o uso do IdeaScale, Google Moderator, Semantic MediaWiki, GitHub, e outros softwares por governos atuantes - estes mecanismos são bem desenvolvidas, especialmente no reino unido e nos EUA.[6]
- Fóruns e wikis de política aberta, onde questões e argumentos políticos podem ser debatidos, dentro ou entre partidos políticos, tomando três formas distintas:
  - Plataforma de desenvolvimento de partido político, onde as ideias são solicitadas a por alguém ou quase ninguém e amplamente discutidas a um ponto, mas a classificação e a dedicação de recursos para o desenvolvimento de ideias é reservado para os membros ou apoiantes do partido. Uma variante é a plataforma não partidária ou de defesa do cidadão como já se tornou comum no Canadá, por exemplo, o Instituto Supremo policywiki.[7]
  - Fóruns de jornalismo cidadão obedecem a regras mais rigorosas para assegurar a igualdade de relações de poder, diferentemente do que normalmente é o caso dos blogs, estritamente concebidos para equilibrar calúnia e leis de liberdade de expressão para local de jurisdição (seguir as leis severamente faz parte do ideal da política aberta).
  - Mecanismos de partidos abertos para de fato governar e operar partidos políticos formais, sem informantes e grupos de interesse que, historicamente, fazem parte de tais partidos; estas experiências têm sido limitadas e normalmente assumem a forma de partidos organizados por referendo ou on-line. Um exemplo disso é o Movimento Cinco Estrelas da Itália.
- Na Assembleia da Califórnia, a legislação que tem fonte na população através de um web site "wiki de contas" está prestes a ser iniciada através de uma wiki on-line, com prazo de início previsto para o início de fevereiro de 2015.[8]
- Mecanismos híbridos que tentam fornecer cobertura jornalística, desenvolvimento de plataforma política, transparência política, aconselhamento estratégico, e a crítica a uma decisão do governo atuante do mesmo partido, tudo ao mesmo tempo. Dkosopedia é o exemplo mais conhecido disso.

Alguns modelos são significativamente mais sofisticados do que uma simples wiki, incorporando etiquetas semânticas, níveis de controle ou pontuação para mediar disputas – no entanto, estes níveis sempre colocam riscos de capacitar um grupo de moderadores mais do que seria o caso de ceder sua posição de confiança dentro da entidade de forma democrática – um paralelo a um problema comum à plataforma wiki, que é o vandalismo por pessoas que lhe são confiadas poder por proprietários ou editores (os chamados "vandalismo sysop" ou "censura administrativa").

## Política comum e simultânea
Alguns defensores dessas abordagens, por analogia ao código de software, pedem por um "banco central de código" na forma de um conjunto de políticas que sejam mantidas em um registro público e que são infinitamente reproduzíveis. "Distribuições" desta política de base são liberadas (periodicamente ou dinamicamente) para uso em distritos, que podem aplicar "correções" para personalizá-las para seu próprio uso. Os distritos também têm autoridade para encerrar a subscrição à de política de base central e a "bifurcar", ou adotar a política base de outras pessoas. De fato, a base do governo emerge da cooperação e autocorreção entre os membros de uma comunidade. Como as políticas são colocadas em prática em um certo número de regiões, os problemas e os acontecimentos são identificados e resolvidos, e, quando apropriado, devem ser comunicados ao núcleo (principais representantes).
Esses objetivos, por exemplo, foram citados várias vezes durante os experimentos do Partido Verde do Canadá com a plataforma de desenvolvimento de política aberta. Como um dos mais de uma cem de entidades de Partidos Verdes nacionais em todo o mundo e a capacidade de coordenar a política entre distritos e municípios de forma equivalente, dentro do Canadá, eles estavam em uma boa posição de se manter apenas como um repositório central de política, apesar de ser legalmente separado das outras entidades.

## Diferença de iniciativas predecessoras
Governança de fonte aberta difere de iniciativas de governo aberto anteriores em sua ênfase mais ampla em processos colaborativos.
| “                                                                                          | ...simplesmente publicar as informações do governo instantaneamente não é torná-lo aberto. | ” |
| — Digital Government: Building a 21st Century Platform to Better Serve the American People |                                                                                            |   |

## História
O projeto "Imagine Halifax"(IH) foi concebido para criar um fórum de cidadãos para a realização das eleições em Halifax, Nova Escócia, no outono de 2004. Fundada pela viúva de Tooker Gomberg,um notável defensor da combinação de ação direta com métodos de política aberta, o IH reuniu uma dúzia de ativistas para elaborar uma plataforma (usando as reuniões ao vivo e e-mails e seedwiki de acompanhamento).  Quando se tornou claro que os candidatos não poderiam endossar todos os elementos da plataforma, , esta foi transformada em perguntas para os candidatos na eleição. As melhores ideias dos candidatos foram combinadas com as melhores dos ativistas – a pontuação final reflete uma combinação de convergência e de originalidade. Em contraste com a maioria de outros questionários, foi mais fácil para os candidatos se sobressaírem contribuindo com seus pensamentos do que simplesmente concordar com pensamentos pré-estabelecidos.
Um alto pontuador, Andrew Younger, não tinha sido envolvido com o projeto originalmente, mas foi eleito e apareceu na TV com o líder do projeto Martin Willison. O projeto não só tinha alterado o seu objetivo original a partir de uma plataforma partidária para um questionário cidadão, mas ele havia recrutado um candidato anteriormente não envolvido para a sua causa durante a eleição. Um resultado fundamental desse esforço foi um glossário de cerca de 100 palavras-chave relevantes para leis municipais.
A  Plataforma Viva do Partido Verde do Canadá foi uma tentativa muito mais planejada e empenhada quanto à política aberta. Como havia se preparado para um avanço eleitoral nas eleições federais de 2014 , o Partido Verde do Canadá (GPC do inglês "Green Party of Canada") começou a compilar opiniões de cidadãos, membros e especialistas na preparação de sua plataforma.Durante a eleição, coletou dados até mesmo dos  Trolls de internet incluindo simpatizantes de outros partidos, sem grandes problemas. O o anonimato foi respeitado e os comentários permaneceram intactos, desde que estivessem dentro dos termos de uso.  Apesar, ou talvez por causa de seu sucesso inicial, foi abandonada por Jim Harris, o líder do partido, quando ele descobriu que ela era uma ameaça ao seu status como um chefe do partido. Posteriormente, a plataforma se dividiu como um serviço completamente fora do controle da GPC e, eventualmente evoluiu para OpenPolitics.ca e para um serviço que promove o uso da wiki entre os cidadãos e grupos políticos.
O Partido Liberal do Canadá também tentou uma renovação profunda com esforço conjunto com sua busca pela liderança em 2006. Enquanto os candidatos nessa corrida, notavelmente Carolyn Bennett, Stéphane Dion e Michael Ignatieff, se esforçaram para facilitar a orientação por políticas em assuntos da web com conversas entre simpatizantes, todos falharam ao criar relações laterais e, portanto, também não contribuíram muito para a tentativa de renovação da política.
Inúmeros projetos totalmente diferentes relacionados com governança de fonte aberta colaboram com o projeto do Metagoverno; Metagoverno usa o termo "governança colaborativa", mais que os que estão construindo plataformas de governança de fonte aberta.
Aktivdemokrati é um partido de democracia direta, concorrendo ao parlamento da Suécia. Democracylab.us é uma organização sem fins lucrativos de Portland, Oregon (organização 501(c)(3), em parceria com o Projeto Oregon 150, construindo um público de pesquisa online em que os votos de usuários determinam a política, buscando conectar-se a valores que as pessoas mantêm sobre as questões políticas que defendem.  Votorola é um software de construção de consensos e tomada de decisões em níveis local, nacional e global. A Casa Branca 2 foi um projeto que teve a população como fonte para a agenda dos EUA, "ao imaginar como a Casa Branca pode funcionar se ele fosse completamente executada de forma democrática por milhares de pessoas na internet". Wikicracy desenvolveu uma plataforma baseada na Mediawiki fazendo mais uso de critério de política aberta.  Estes esforços têm sido acompanhados por iniciativas governamentais que buscam objetivos semelhantes. Uma lista mais extensa destas organizações e similares está disponível externamente.
Future Melbourne é uma wiki baseada em ambiente colaborativo para o desenvolvimento dos planos de 10 anos de Melbourne. Durante os períodos de consulta pública, ele permite que o público edite o plano tendo os mesmos direitos de edição como cidadão ou vereador.
A Revisão de Atos da Polícia da Nova Zelândia foi uma wiki usada para solicitar o comentário público durante o período de consulta pública das revisões dos atos.
Na linux.conf.au em 14 de janeiro de 2015, em Auckland, Nova Zelândia, O Australiano Audrey Lobo-Pulo apresentou Avaliar as Políticas usando Modelos de Fonte Aberta, agitando para a política governamental relacionada ao conhecimento, dados e análise devem estar disponíveis livremente para qualquer pessoa utilizar, modificar e distribuir, sem restrições — "um universo paralelo onde o desenvolvimento e análise da política pública é um processo dinâmico, um esforço colaborativo entre o governo e seus cidadãos". Audrey relatou que a motivação para o seu trabalho era sua incerteza pessoal sobre a natureza e a precisão dos modelos, estimativas e premissas usadas para formular as políticas lançadas com o Orçamento do Governo Federal em 2014, e se e em que medida o seu impacto no mundo real é avaliado após a implementação. Um artigo transparente sobre "Avaliar as Políticas usando Modelos de Fonte Aberta", foi lançado em 10 de setembro de 2015.

## A política aberta como uma teoria distinta
A teoria de política aberta, uma estreita faixa de aplicação de governança de fonte aberta, combina aspectos do software livre e de movimentos de conteúdo aberto, promovendo métodos de tomada de decisão que alegam ser mais abertos, menos antagônicas, e mais capazes de determinar o que está no interesse público, com respeito aos problemas de política pública. É preciso tomar cuidado, por exemplo, ao lidar com diferenças de equidade, constrangimentos geográficos, difamação versus livre discurso político, a responsabilização para com as pessoas afetadas por decisões e a legislação vigente e as instituições de uma jurisdição. Há também muito mais foco na compilação real posições tomadas por entidades reais que desenvolver as "melhores" respostas ou "soluções" teóricas. Um exemplo disso é o site Discourse DB, que lista artigos pró e contra de uma determinada posição sem organizar seus argumentos ou provas.
Enquanto alguns a interpretam como um exemplo de "política de fonte aberta", a política aberta não é uma teoria, mas um conjunto de boas práticas do jornalismo cidadão, da democracia participativa e da democracia deliberativa, informada pela e-democracia e experimentos online (netroots), aplicando-se ao quadro de argumentação para a questão baseada no argumento uma vez que eles evoluíram para usos acadêmicos e militares, desde a década de 1980 até ao presente. Algumas variantes de tração na teoria do método científico e de métodos de mercado, incluindo a previsão de mercados e a antecipação da democracia.
Seus defensores muitas sempre envolvem-se pressões e advocacia legais para alterar diretamente as leis na forma de uma aplicação mais ampla da tecnologia, por exemplo, ao opor-se à casos de política caluniosa no Canadá, lutando geralmente conta calúnia fria, e chamando para o esclarecimento de privacidade e de direitos humanos, especialmente como eles se relacionam com o jornalismo cidadão. Eles são menos focados em ferramentas embora as plataformas semantic mediawiki e tikiwiki geralmente parecem ser favorecidas sobre todas as outras. [carece de fontes?]